# مکس وان اوفنهایم
بارون ماکس فون اوپنهایم

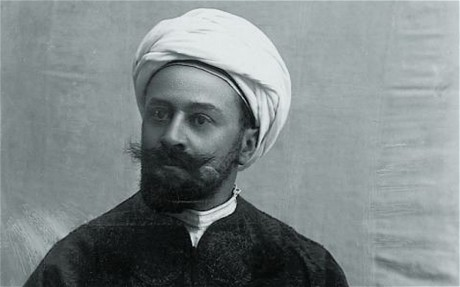
نگارهٔ بارون ماکس فون اوپنهایم - حوالی ۱۹۱۷

(به آلمانی: Baron Max von Oppenheim)
(زاده ۱۵ ژوئیه ۱۸۶۰، در کلن – درگذشته ۱۷ نوامبر ۱۹۴۶، در لاندشات)
یک وکیل، دیپلمات، مورخ باستان و باستان‌شناس آلمانی بود. او یکی از اعضای خانوادهٔ بانکدار اوپنهایم بود. او پس از رها کردن حرفه خود در دیپلماسی و وکالت، سایت تل عفر را در سال ۱۸۹۹ کشف کرد و در ۱۹۱۱–۱۹۱۳ و دوباره در ۱۹۲۷–۱۹۲۹ حفاری‌هایی را در آنجا انجام داد.
او با آوردن بسیاری از یافته‌های خود به برلین، آنها را در یک موزه خصوصی (موزه تل عفر) در سال ۱۹۳۱ به نمایش گذاشت.
این موزه با بمباران متفقین در جنگ جهانی دوم نابود شد. با این حال، بیشتر یافته‌ها اخیراً بازسازی شده‌اند و دوباره در برلین و بن به نمایش گذاشته شده‌اند.